# Râul Iazu Topilelor
Râul Iazu Topilelor este un curs de apă, afluent al râului Jiu. 